# Муленский триптих
«Муле́нский три́птих» (фр. Triptyque de Moulins) — триптих кафедрального собора во французском Мулене (департамент Алье), автором которого в современную эпоху признаётся художник Жан Эй (Хэй). Известен также как «Триптих Мастера из Мулена» (Triptyque du Maître de Moulins), «Триптих Богоматерь во Славе» (Triptyque de la Vierge en gloire). Триптих является единственной не разобщённой алтарной работой художника, что позволяет проследить его художественный замысел.

## История

### Создание и судьба
Триптих с момента создания находился в Мулене. Во время Великой французской революции он был изъят из собора и передан на склад конфискованных произведений искусства департамента Алье, о чём сохранилось письменное упоминание от 1795 года. Художник Клод-Анри Дюфур дал описание картины, отметив её археологическую ценность. Из его сообщения делается вывод, что произведение было возвращено в собор. Для широкой общественности триптих был открыт писателем Проспером Мериме в 1838 году, побывавшим в Оверни в качестве генерального инспектора исторических памятников. Он обнаружил три отдельные части триптиха и организовал их реконструкцию. Он также обнаружил живописный шедевр представителя Авиньонской школы Ангеррана Картона — картину «Пьета Вильнёв-ле-Авиньон» (1454—1456), которая в настоящий момент хранится в Лувре. Мериме описал эти события в своих путевых записках. С тех пор триптих находится в кафедральном соборе Мулена.
В 1889 году триптих был показан в парижском дворце Трокадеро в ходе Всемирной выставки. Впервые широкой общественности он был представлен на парижской выставке 1904 года, где привлёк большое внимание знатоков. Личность муленского мастера, создавшего триптих, долгое время оставалась неустановленной, и сейчас согласно преобладающей версии считается, что им был Жан Эй (Хэй). Вплоть до начала XIX века «Муленский триптих» приписывался флорентийскому художнику Бенедетто Гирландайо (1458—1497), младшему брату знаменитого мастера Доменико. Кроме Гирландайо авторами произведения назывались ряд мастеров (французских и итальянских), а творчество муленского мастера признавалось неоднородным. Его известные работы приписывались разным авторам. П. Дюпье относил к ним трёх художников, а М. Юйе д`Истриа разделил его наследие между двенадцатью авторами. Последнюю версию категорически отверг А. Шатле в своей статье «Оправдание мастера из Мулена» (1962), где обосновал цельность корпуса его работ. Подтверждением его точки зрения стал проведённый в 1963 году рентгеновский анализ наследия мастера. На выставке 2004 года «Французские примитивы. Открытия и новые открытия», посвящённой столетию выставки 1904 года, муленский мастер был идентифицирован как Жан Эй. В начале XXI века эта версия была поддержана крупнейшими специалистами средневекового искусства и, несмотря на существование других, является доминирующей. Согласно другой, единственной современной альтернативной версии, автором картины является Жан Прево.
Современные исследователи относят создание композиции к 1498—1503 годам. Считается, что триптих был выполнен по заказу герцога Пьера II и его супруги Анны Французской для коллегиальной церкви Мулена или, по менее распространённой версии, для личной часовни герцогов. Центральная секция триптиха представляет Деву Марию, а на двух других секциях изображены донаторы, стоящие на коленях в присутствии своих святых покровителей, а также своей дочери Сюзанны де Бурбон; рядом с бурбонским герцогом Пьером II изображён святой Пётр, а рядом с Анной Французской и её дочерью — святая Анна. Именно с учётом изображения исторических личностей, представленных на триптихе, проводится датировка его создания. Исходя из возраста Сюзанны де Бурбон (10 мая 1491 — 28 апреля 1521) исследователи пришли к выводу, что начало работ над картиной датируется около 1498 года. На основе даты смерти Пьера II установлен год окончания работ — 1503. Наружную поверхность триптиха (аверс) украшает трактовка Благовещения Пресвятой Девы Марии, а также гризайль. Произведение с момента создания хранится в соборе Мулена, но не в центральной апсиде, как это имело место ранее, а в специальной капелле, отведённой под него. Она используется не как культовое помещение, а как музейное. Такое местонахождение вызвано стремлением установить специальный режим для сохранности шедевра.

### Описание
Современные исследователи приписывают Мастеру из Мулена 17 алтарных произведений, которые являются частями (в большинстве — створки) алтарей, разобщённых в XVII—XVIII веках, рисунок карандашом, эскиз витража, миниатюру. Триптих является единственной цельной алтарной работой мастера, что позволяет проследить его художественный замысел. Однако некоторые детали были утрачены, так как шедевр долгое время хранился не в собранном виде, а в разобщённом состоянии: боковые части находились в сакристии, а центральная часть в капелле крестильных источников. По этой причине была утрачена рама композиции. Все секции были соединены по указанию Мериме в 1838 году. Кроме того, были внесены некоторые изменения в форму: боковые части, первоначально выступавшие выше центральной, были обрезаны сверху и снизу. Предполагается, что это произошло около 1840 года.

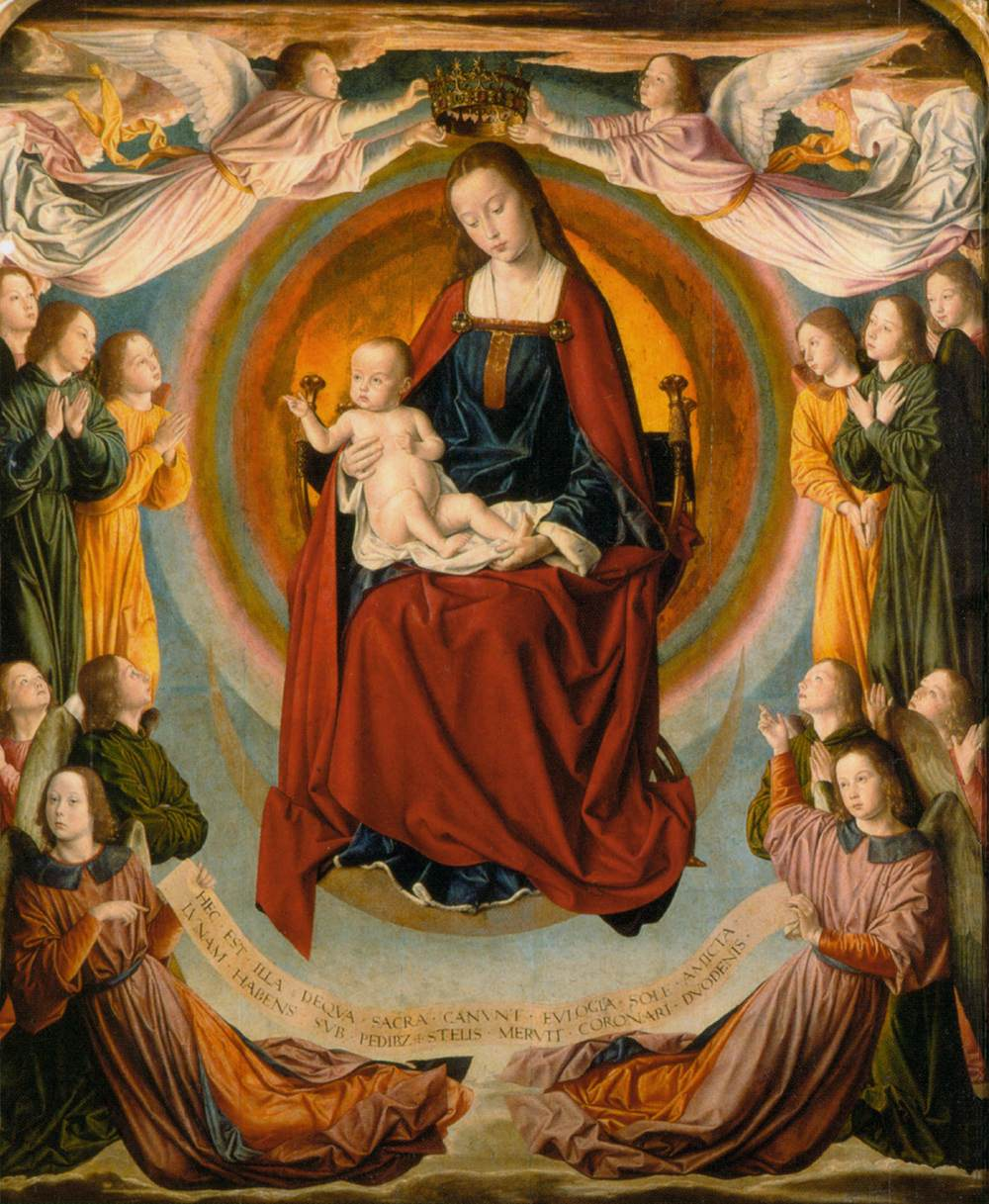
Центральная часть Муленского триптиха

Общий размер произведения 157 × 283 см (без рам), из них центральной части 159 × 133 см, боковых частей 159 × 66,9 см. В качестве материала использован дуб. Центральная часть состоит из семи вертикальных досок, а каждая из боковых из четырёх. Центр триптиха представляет иконографическую композицию «Богоматерь во Славе», этот сюжет известен также как «Апокалипсическая Богоматерь» и основывается на Откровении Иоанна Богослова (12:1): «…явилось на небе великое знамение: жена, облечённая в солнце; под ногами её луна, и на главе её венец из двенадцати звёзд. Она имела во чреве, и кричала от болей и мук рождения». Дева Мария представлена восседающей на троне, а на её коленях находится младенец Иисус. Её окружают 14 ангелов, распределённых по обеим сторонам. Два ангела поддерживают корону над головой Марии, шесть — смотрят на неё с благоговением, а два других, в нижней части панели, держат речевой свиток: один ангел пальцем указывает на свиток, а второй — на Марию, говоря что данный текст относится к ней. Надпись на латинском напоминает нам главную роль Девы Марии в католической вере: «Hæc est illa de qua sacra canunt eulogia, sole amicta, Lunam habens sub pedis, Stellis meruit coronare duodecim».
В центре концентрических кругов, видимых позади Марии, находится солнце, освещающее божественность её предназначения. Мария изображена парящей в воздухе, её ноги покоятся на месяце. Роскошная корона, которой два ангела готовы увенчать Марию, усыпана двенадцатью звёздами (на картине видны только семь, а другие пять скрывает перспектива). Дева Мария облачена не в привычное в иконографии синее одеяние, а в тягостную красную мантию, символизирующую Страсти Христовы, подобно Девам работы Ханса Мемлинга и Яна ван Эйка. Это обстоятельство свидетельствует о влиянии фламандских мастеров на работу «Муленского мастера». Её голова смиренно опущена, на лице печать глубокой отрешённости, тогда как младенец Иисус обратил свой взор в мир, благословляя правой рукой, чем подчёркивается то, что он уже понимает свою духовную миссию. Советский искусствовед Н. Петрусевич писал о центральной сцене, что на ней представлен «идеальный, по законам красоты преобразованный мир». По его словам, Богоматерь «словно купается в излучаемом ею сиянии, освещающем полудетские, простодушно-восхищённые лица славящих её ангелов. Богоматерь юна и нежна, трогателен её задумчивый взгляд, полон обаяния наклон головы, женствен силуэт. Ясна и уравновешенна построенная на повторах окружностей композиция. Всё дышит гармонией и чувством меры».

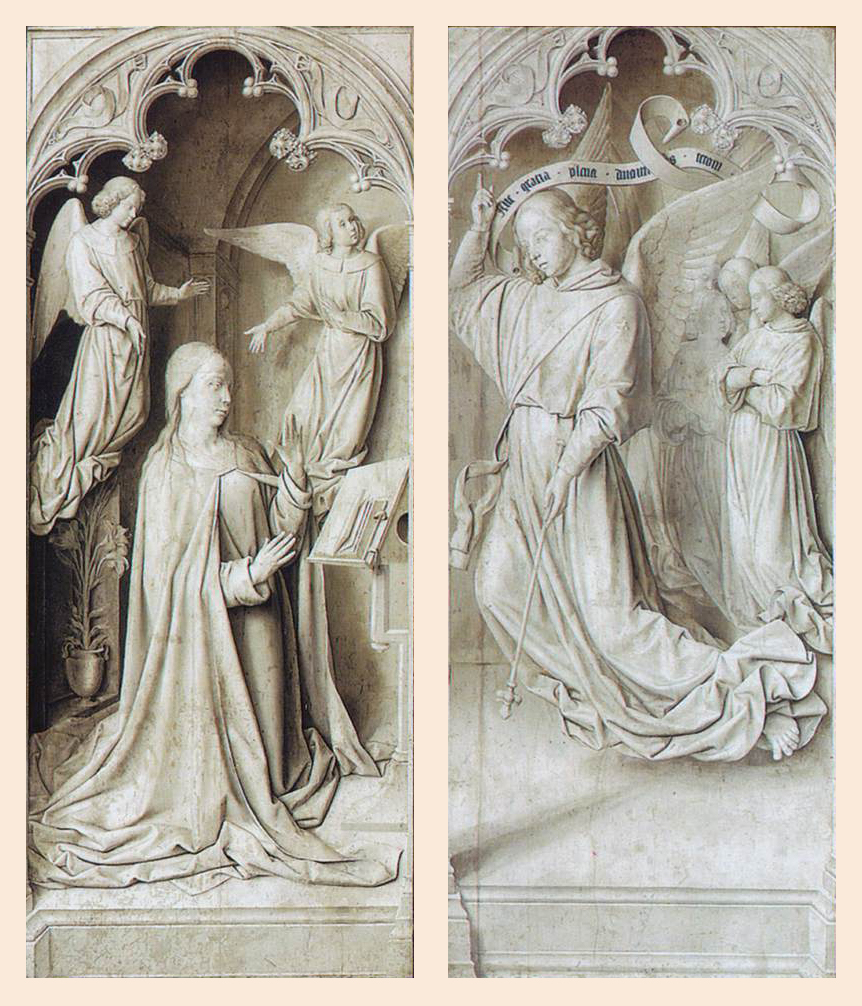
Муленский триптих. Аверс боковых створок

Боковые секции двусторонние. На них изображены донаторы вместе с их святыми покровителями и своей единственной наследницей, Сюзанной, чьё лицо показано весьма неприветливым. На лицах герцогского семейства видна сосредоточенность, контрастирующая с выражением святого Петра и святой Анны, что может свидетельствовать о благосклонном отношении Девы Марии. Петрусевич писал об этой композиции: «Статика молитвенных поз, элегантная удлиненность фигур, богатство одеяний и обстановки накладывают печать парадности и торжественности. Чета донаторов кажется ещё более застывшей в своей благочестивой неприступности в сравнении со святыми. Муленский мастер создаёт портреты, позволяющие угадывать характеры: расчётливость герцога, властное высокомерие герцогини».